# (3081) Martinůboh
(3081) Martinůboh es un asteroide perteneciente al cinturón de asteroides, descubierto el 26 de octubre de 1971 por Luboš Kohoutek desde el Observatorio de Hamburgo-Bergedorf, Hamburgo, Alemania.

## Designación y nombre
Designado provisionalmente como 1971 UP. Fue nombrado Martinůboh en honor al compositor checo Bohuslav Martinů.